# Réincarnation
Pour les articles homonymes, voir Réincarnation (homonymie).

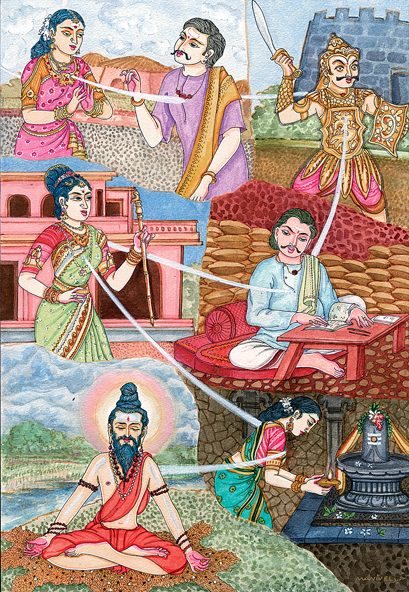
Représentation de la réincarnation dans l'hindouisme.

La réincarnation (retour dans la chair) désigne un processus de survivance après la mort par lequel un certain principe immatériel et individuel (« âme », « substance vitale », « conscience individuelle », « énergie », voire « esprit ») s'incarnerait à nouveau dans un autre corps (humain, animal ou végétal, selon les théories) ou successivement dans plusieurs, afin de poursuivre son évolution spirituelle.
Elle a été assimilée à travers la littérature à la transmigration des âmes, aux concepts de métempsychose, de métensomatose, de palingénésie ainsi qu'à l'Éternel retour.
On la retrouve dans diverses religions et philosophies depuis l'Antiquité, sans qu'elle ne rencontre, dans aucune d'elles, une unanimité théologique ou dogmatique.
Le mot réincarnation ne date que du XIXe siècle, Son usage s'est accompagné du rejet du terme d'origine grec métempsycose qui date du début de notre ère, servant à désigner les théories antiques grecques et indiennes qui incluaient la renaissance dans des corps animaux et végétaux.
Dès la fin du XIXe siècle, la réincarnation a été popularisée en Occident par divers courants ésotériques et spirites.
Le psychiatre canadien Ian Stevenson est « internationalement connu » pour avoir tenté de prouver scientifiquement la réincarnation, mais ses travaux ont été largement rejetés par la communauté scientifique. Selon l'Observatoire zététique, « Stevenson semble être resté prudent, n'a jamais véritablement conclu à l'existence de la réincarnation et ne parlait que de preuves « suggestives » ».

## Origines antiques
Il existe des descriptions de la réincarnation à différentes époques et dans différentes civilisations, notamment dans la pensée grecque chez Pythagore, Empédocle, Platon et l'orphisme, dans l'Égypte antique, l'Afrique subsaharienne et en Extrême-Orient, où elle est au cœur de l'hindouisme, du jaïnisme, du bouddhisme, du sikhisme et du yézidisme. Un certain nombre de livres sacrés y font référence, elle est récusée par les courants majoritaires de deux religions monothéistes que sont l'islam et le christianisme (mais le judaïsme, le catharisme, les druzes et le rastafarisme adhèrent à la doctrine des réincarnations des âmes), pour lesquelles la notion de retour dans la chair apparaît dans la croyance au Jugement dernier et à la résurrection (le judaïsme, par exemple, conçoit ces doctrines différemment, laissant la place aux « réincarnations » – gilgoulim).
Si pour certains auteurs[Lesquels ?] la réincarnation est une expérience suprasensible probablement admise par plus d'un milliard d'êtres humains (les hindous, les bouddhistes, les jaïns, les sikhs, les adeptes des religions tribales africaines auxquels s'ajoutent différents groupes spiritualistes) ; pour d'autres, moins nombreux, elle n'est qu'une erreur d'interprétation occidentale de concepts traditionnels mal assimilés.
Selon Jean Herbert, plusieurs auteurs faisant autorité en Inde, tels que J. C. Chatterji et Kunhan Râja, affirment que la transmigration des âmes est un concept ancien qu'on trouve par exemple dans la littérature védique. Pour Basanta Kumar Chatterji, « il y a des allusions claires à la doctrine de la transmigration dans les strophes IV, 2, 18 ; IV, 26 ; IV, 27, 1 ; X, 16, 3 du Rig-Véda ».
Cependant, selon René Guénon, cette notion de transmigration des âmes ne doit pas être confondue avec la réincarnation : « Qui dit transmigration dit essentiellement changement d’état […]. Même dans des doctrines hétérodoxes comme le Bouddhisme, il n’est nullement question d’autre chose, en dépit de l’interprétation réincarnationniste qui a cours aujourd'hui parmi les Européens. C’est précisément la vraie doctrine de la transmigration, entendue suivant le sens que lui donne la métaphysique pure, qui permet de réfuter d’une façon absolue et définitive l’idée de réincarnation ».

### En Inde
L'idée de la réincarnation n'est pas issue de la période védique des Aryas (2500 à 1500 av. J.-C.) qui, selon la chronologie de l'hindouisme, fait elle-même suite à la Préhistoire indienne : la civilisation des cités de l'Indus (7000 av. J.-C.) dont nous ne savons que très peu de choses, puis la culture dite dravidienne, essentiellement tribale et animiste. Tous les spécialistes de l'hindouisme s'accordent sur le fait que les Védas ne parlent pas de réincarnation. Si les ancêtres revivent, c'est essentiellement dans leur descendance : « Dans ta descendance, tu renais. Voilà, ô mortel, ton immortalité », dit le Taittiriya Brahmana. Selon l'orientaliste Aloysius Pieris : « L'acte procréateur est le rite sacrificiel (karma) qui opère cette immortalité cosmique ». Plusieurs passages du Rig Veda, le principal et plus ancien des quatre livres des Vedas, font explicitement référence à une vie unique sur terre, suivie d'un paradis éternel pour les justes : « Le Royaume de lumière inextinguible, d'où émane la radiance du soleil : vers ce royaume, transporte-moi, éternel, immortel » (RigVeda IX.113)
Selon l'historien des religions Mircea Eliade, il est probable que la croyance en une réincarnation existait déjà dans la préhistoire indienne, au sein de l'Inde aborigène, c'est-à-dire avant les invasions des tribus originaires de l'actuel Iran et à qui l'on doit le védisme, et où des dieux comme Shiva et Vishnou, ou la Déesse (Durga) (tous originaires de l'Inde aborigène), n'ont pas beaucoup d'importance dans le ritualisme des Véda, contrairement à Indra, Agni, Varuna, Vayu, etc..
La conception védique du monde se transforme avec l'arrivée des Upanishads, dont les plus anciennes sont écrites entre le VIIe et le VIe siècle av. J.-C., qui s'éloignent du polythéisme des Védas et tendent vers le panthéisme, voire vers un monothéisme. On nomme cette métaphysique le brahmanisme, en rapport avec le nom donné à la déité suprême qui imprègne toute chose : Brahman. Sa croyance principale est l'unité de toute existence : toutes les âmes (atman) jaillissent de la divinité suprême (Brahman) comme des étincelles d'un feu, et elles y retournent par le feu rituel de l'incinération funèbre. Par conséquent, c'est la même âme qui existe en tout être, et tous les êtres partagent la même essence : « Brahman est ton âme, qui est en toute chose » (Brihad-Aranyaka Upanishad, III.4). Parallèlement apparaît dans les Upanishads la doctrine des renaissances. Albert Schweitzer s'interroge sur cette contradiction apparente et en déduit que la notion de transmigration serait issue de traditions populaires, tandis que la métaphysique brahmanique aurait été élaborée par les brahmanes, qui finalement auraient adopté la transmigration, parce qu'elle était « si répandue et qu'elle jouissait d'une telle considération dans le peuple qu'ils ne pouvaient ni l'ignorer ni la négliger ».
C'est ainsi qu'avec le temps, les notions aborigènes pénètrent la société des conquérants d'origine iranienne, et les brahmanes cessent peu à peu de considérer comme supérieurs les dieux comme Indra, Varuna, etc., au profit de Shiva, Vishnou, etc. (seul Agni a conservé une place honorable), et amplifient leur théorie sur la réincarnation, croyance déjà établie dans le monde dravidien, antérieur à l'ère védique. Le jaïnisme et les premières Upanishads sont révélateurs de ces développements. Cette idée de la réincarnation dominait donc la vie spirituelle à l'époque dravidienne (c'est-à-dire de l'Inde aborigène, d'avant les invasions des tribus originaires de l'actuel Iran), puis se dissipa quelque temps au sein de l'aristocratie, pour réapparaître ensuite.
Il est probable que les śramaṇa, ascètes errants de l'Inde antique, aient transmis leur croyance en la réincarnation au courant dominant du brahmanisme.
Un théoricien de la réincarnation, et maître très respecté en Inde, vivant autour du VIe siècle av. J.-C., est Yājñavalkya ; il apparaît dans plusieurs dialogues de la Brihad-âranyaka-Upanishad et du Shatapatha Brahmana. Dans un dialogue, il décrit la dissolution de l'être humain à la mort, mais son karma est cause d'une naissance nouvelle qui sera fonction des actes bons ou mauvais de l'existence antérieure.
On trouve dans la Bhagavad-Gita — texte qui occupe une place importante dans toute la pensée indienne puisque « sauf dans certains milieux shivaïtes, tous les courants religieux brahmaniques l'ont acceptée comme un livre saint à l'égal des Veda et des upanishad » — deux formes de réincarnation différentes :
- La réincarnation des Avatars (avatara, étymologiquement : descendre dans), incarnations successives du dieu Vishnou. C'est ainsi que Krishna se révèle à Arjuna comme une réincarnation de Vishnou :« En effet, chaque fois que l'ordre défaille, ô Bhâratide, et que le désordre s'élève, c'est alors que moi, je me produis moi-même. Pour la protection des bons et la destruction des méchants, pour rétablir l'ordre, d'âge en âge, je viens à l'existence. » (IV. 7-7)

- La réincarnation individuelle pour les hommes sans foi qui « retournent dans le chemin des transmigrations mortelles. » (IX, 3)

Le premier type de réincarnation divine et salvatrice étant l'inverse de la réincarnation régressive des âmes impures, les indologues en concluent que ces deux concepts ont probablement des origines différentes.

### En Afrique subsaharienne
La métaphysique liée à la réincarnation où une âme impersonnelle, indivisible et éternelle, quitte le corps et l'intellect à leur mort, pour retrouver un autre état d'être, une autre forme, en tant que végétal ou animal/humain, fait partie intégrante de la spiritualité originelle des religions traditionnelles africaines.

### Dans l'Égypte antique
Le savant grec Hérodote, donnait une origine égyptienne à la croyance en la métempsycose : « Ces peuples [les Égyptiens] sont aussi les premiers qui aient avancé que l'âme de l'homme est immortelle ; que, lorsque le corps vient à périr, elle entre toujours dans celui de quelque animal ; et qu'après avoir passé ainsi successivement dans toutes les espèces d'animaux terrestres, aquatiques, volatiles, elle rentre dans un corps d'homme qui naît alors ; et que ces différentes transmigrations se font dans l'espace de trois mille ans. »
Mais la recherche contemporaine serait moins catégorique, envisageant que l'Égypte pharaonique ignorait cette perspective : les Égyptiens parlent de transformations des morts - surtout en oiseaux - ou de pérégrination des âmes - qui voguent avant le Jugement des morts - mais n'affirment ni réincarnation, ni la transmigration des âmes. « Il y a la vie, mort et reviviscence d'abord pour celui qui résume en lui toute l'Égypte, le souverain » un privilège qui s'étend au fil des siècles pour chaque citoyen du pays comme en témoigne la multiplication des Livres des morts à partir du XVIe siècle av. J.-C., des bréviaires qui permettent aux morts de récupérer l'essentiel de leurs facultés dans l'au-delà puis de parcourir comme ils l'entendent le monde qu'ils ont connu.
Les premiers éléments du concept de réincarnation n'apparaissent en Égypte que lors de la période ptolémaïque quand des éléments orphiques grecs connaissent un certain succès dans les milieux gnostiques égyptiens. Il faut attendre les alentours du IVe siècle, dans une Égypte largement hellénisée et ouverte à l'influence des philosophes étrangers, pour trouver un traité gnostique rédigé en copte qui fait mention de la transmigration de l'âme, la Pistis Sophia.
Néanmoins, certains courants ésotéristes, particulièrement les théosophes modernes, tentent de relier la réincarnation à l'Égypte préhellénique, essayant par exemple d'y rattacher le dieu-scarabée Khépri qui est pourtant une divinité figurant la résurrection et non la réincarnation. Ces courants utilisent d'ailleurs des appellations cultuelles issues de l'occultisme du XIXe siècle - nom et numéro des pharaons, nom d'une ville comme Thèbes, … - qui n'ont aucune réalité avec les usages antiques réels tels que l'égyptologie moderne les a restitués.

### Chez les Grecs

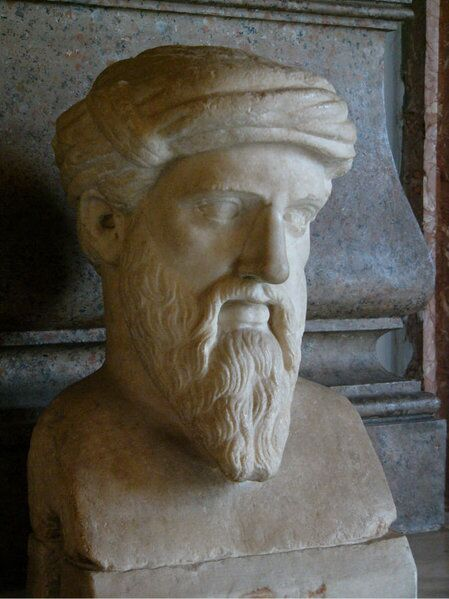
Pythagore.

C'est principalement dans le monde grec que fleurit la doctrine de la réincarnation et de la métempsychose. En grec, métempsycose signifie « transmigration des âmes ». Dans cette doctrine, l'âme poursuit son évolution d'existence en existence humaine (réincarnation), et peut éventuellement s'incarner dans un animal ou un végétal (métempsycose).
C'est vers le VIe siècle av. J.-C. que cette croyance apparaît dans le monde grec. Son origine n'est pas connue avec certitude. On n'en trouve pas trace chez Homère ou Hésiode, il est donc peu probable qu'elle provienne du passé mythique grec. Pour l'historien grec Hérodote, la croyance en la métempsycose serait d'origine égyptienne. Il est possible que la croyance en la réincarnation ait été inspirée par l'hindouisme. Les contacts entre la Grèce et l'Inde ont cependant été longtemps compliqués par le fait que la Perse, ennemi héréditaire des Grecs, se trouvait entre les deux civilisations (c'est tard, avec les conquêtes d'Alexandre le Grand, en 326 av. J.-C., que le monde grec et le monde indien ont été en contact soutenu).
- L'orphisme, attesté dès 560 av. J.-C., soutient que « les âmes passent d'une vie en l'autre selon certaines révolutions et souvent entrent dans des corps humains »[26]. Poème : « Quand l'âme des bêtes et des oiseaux ailés a jailli hors du corps et que leur durée de vie les a quittés, cette âme… voltige… jusqu'à ce qu'un autre animal la ravisse, mêlée au souffle de l'air ». Il s'agit donc de palingénésie, d'un retour diversifié à la vie, plus que de réincarnation ou de métempsycose (il y a dans ces derniers cas passage d'une âme dans un corps).
- Phérécyde de Syros, qui était actif vers 540 av. J.-C., est le premier à soutenir que l'âme est immortelle et qu'elle retourne successivement s'incarner sur terre.
- Pythagore (vers 530 av. J.-C.) se souvient de ses existences antérieures (Diogène Laërce, VIII, 4-5). Xénophane raconte qu'il arrêta le bras d'un homme en train de bastonner un chien en lui disant : « C'est l'âme d'un de mes amis. En entendant sa voix, j'ai reconnu cette âme ». L'âme transmigre parce qu'elle est immortelle et qu'elle est mouvement ; d'autre part, tous les êtres vivants sont frères, congénères (ce qui entraîne aussi le végétarisme). N'importe quelle âme, semblable à la poussière en suspension dans l'air, peut entrer dans n'importe quel corps (Aristote, De l'âme, 404a, 407 b). Pythagore ne donne pas d'explication morale.
- La doctrine de la réincarnation influencera ensuite le poète Pindare. « Et vous dont les âmes habitèrent successivement trois fois le séjour de la lumière et trois fois celui des Enfers sans jamais connaître l'injustice, bientôt vous aurez parcouru la route que traça Jupiter, bientôt vous parviendrez au royaume de Saturne, dans ces îles fortunées que les zéphyrs de l'océan rafraîchissent de leur douce haleine » (Olympiques, II).
- Chez Platon, on trouve des discussions sur la réincarnation ou des allusions à celle-ci dans le Phédon (70c, 81b, 107d), le Phèdre (248d), le Gorgias (525c), et tout particulièrement dans le mythe d'Er de La République (X, 614 ss.). Pour Platon, 1 000 ans s'écoulent entre une naissance et une re-naissance : existence de 100 ans suivie d'une purgation de 900 ans (Phèdre, 248-249 ; La République, X, 615). La punition n'a donc pas lieu sur Terre lors de l'incarnation mais sous terre (Phédon, 111e). Selon la loi qui veut que « chaque espèce d'âme verra son lieu de destination déterminé par similitude avec son occupation ordinaire », ceux chez qui domine les appétits grossiers du corps subissent la réincarnation ou plutôt la métempsycose en animaux libidineux, comme les ânes ; ceux chez qui domine la colère, la tyrannie, se réincarnent en bêtes de proie, loups, faucons, milans ; ceux chez qui domine la raison se réincarnent en animaux grégaires, abeilles, guêpes, fourmis (Phédon, 81-82). Platon lie donc transmigration des âmes et rétribution des âmes et immortalité.
- Parmi les néoplatoniciens, la transmigration est acceptée par Plotin (il admet même la métempsycose, Ennéades, III.4.2), Porphyre, mais pas par Jamblique[27].

### Chez les Romains
La religion romaine était multiforme et en constante évolution, influencée notamment par les croyances religieuses des territoires conquis (en particulier les divinités de l'Orient méditerranéen).
Cependant, des courants d'inspiration orphique et pythagoricienne ont toujours existé à Rome, en particulier parmi les classes aisées, les philosophes et les artistes - et donc la croyance en la métempsycose. On trouve par exemple des allusions à la transmigration des âmes dans l'Énéide de Virgile (VI, 713 et ss).
La religion romaine catholique a un point de vue assez ouvert sur la question de la réincarnation. « La Vérité du Pape Catholique et de tous ses Fidèles et Cardinaux, ce n'est pas qu'il ne veulent pas accepter la loi de la réincarnation, c'est qu'ils ne la comprennent pas. Résurrection et réincarnation ça veut dire la même chose en jargon chrétien ».

### Chez les gnostiques
Un certain nombre de mouvements gnostiques, chrétiens et non-chrétiens, ont accepté la doctrine de la réincarnation. Ils utilisent un système de pensée qui regroupe des doctrines variées du bassin méditerranéen et du Moyen-Orient qui se caractérisent généralement par l'affirmation que les êtres humains sont des âmes divines emprisonnées dans un monde matériel créé par un démiurge mauvais ou imparfait. Le gnosticisme a connu son apogée au cours du IIe siècle, et a influencé d'autres courants religieux tels que l'elkasaïsme qui a lui-même donné naissance au manichéisme.
Seule la gnose (du grec gnôsis, connaissance) peut permettre à l'âme de se libérer de cet emprisonnement dans la matière et des renaissances multiples ; selon André Couture, « les vestiges qui nous sont parvenus de leurs écrits montrent qu'ils avaient tendance à accepter les existences multiples […]. Plutôt que de voir dans ces renaissances autant d'étapes positives à l'intérieur d'un projet de salut, ils imaginaient le corps humain et le monde créé à la façon d'une prison gouvernée par des puissances mauvaises ».
Carpocrate, philosophe gnostique du IIe siècle, était un défenseur de la réincarnation. D'après le théologien Tertullien, il semblerait que les carpocratiens furent parmi les premiers à vouloir démontrer que le Nouveau Testament reconnaissait la réincarnation, et ce à partir de passages d'Évangiles dans lesquels il est dit que Jean le Baptiste a l'esprit d'Élie.
Chez les elkasaïtes, mouvement religieux judéo-chrétien syncrétique de tendance gnostique, le Christ a transmigré de corps en corps et, en dernier lieu, dans celui du Christ,. Simon Claude Mimouni fait remarquer que « ce thème de la métempsychose du Christ venu à plusieurs reprises au monde avec un corps différent s'apparente à celui du « Vrai Prophète » que l'on rencontre fréquemment dans la littérature pseudo-clémentine ébionite. Ils croient ainsi que le Fils, qu'ils appellent « le Grand Roi » peut bénéficier de plusieurs incarnations et apparitions, à commencer par Adam et en se terminant par Jésus ».
Chez les manichéens, les « auditeurs » doivent passer après leur mort par des cycles de réincarnations, de « transvasements » (métaggismoï).

## Religions

### Dans l'hindouisme
La réincarnation est une des croyances centrales de l'hindouisme. Selon toute vraisemblance, c'est dans cette religion (ou culture composée de différents courants religieux : vaishnava, shivaïsme, shaktisme, etc., eux-mêmes subdivisés) que s'est établi un consensus théorique et philosophique sur la question (grâce notamment à la Bhagavad Gita (un texte extrait d'un chapitre du Mahabharata), qui n'est pas un ouvrage sectaire, mais une référence partagée pour tous les hindous, de même que le Ramayana).
Selon l'indianiste Jan Gonda : « La doctrine du dharma et de la pureté est rattachée de la façon la plus étroite au principe de la réincarnation — principe que l'Hindou ne saurait mettre en doute — à l'idée qu'il est indispensable pour tous ceux qui n'ont pas atteint la délivrance de revenir sans cesse dans une existence déterminée par le karman ».
Cependant selon l'anthropologue Robert Deliège, cette croyance n'est pas uniformément ancrée en Inde, il y a plusieurs régimes de croyance qui varient selon les populations, les milieux sociaux, les régions. Pour certains hindous, la réincarnation est une certitude, pour d'autres, une possibilité, pour d'autres encore, une interrogation. Certains, comme Ramana Maharshi, demandent, non pas à ne point croire en la réincarnation (puisque tous les courants hindous cherchent la délivrance du cycle des réincarnations), mais de ne pas croire qu'un ego individuel quelconque puisse renaître après la mort (l'âme n'étant pas le moi, la personnalité, le mental, etc.). Et parfois, la croyance en la réincarnation coexiste aussi avec d'autres notions, qui la contredisent.

#### La réincarnation selon différents textes et courants

##### Yajurveda
Selon le maître Yājñavalkya (630-583 av. J.-C.), toutes les créatures, dont l'homme, subissent à leur mort une dissolution : le sang retourne à l'eau, le corps retourne à la terre, le souffle au vent, la vue au soleil et l'intellect (ou esprit) retourne à la lune ; mais les « actions non rémunérées » se réunissent pour s'incarner à nouveau dans un corps, sous une forme ou une autre (végétale, animale…). Dans la Katha Rudra Upanishad (Krishna Yajur Véda), la réincarnation comprend tous les stades d'êtres vivants, transmigration des âmes décrite en ces termes : « Tous ceux qui quittent ce monde vont sur la lune. […] Qui répond correctement aux questions de la lune, est autorisé à prendre la voie des mondes célestes ; par contre, qui ne peut y répondre est transformé en pluie et redescend vers le monde ici-bas. Et il renaît ici-bas, en tel ou tel lieu, en tant que vermisseau, moucheron, poisson, oiseau, lion, sanglier, taureau ou tigre, ou alors en tant qu'être humain – chacun à la mesure de ses actes antérieurs, chacun à la mesure de son savoir ».

##### Bhagavad-Gîtâ
Dans la Bhagavad-Gîtâ, l'un des textes essentiels de l'hindouisme : « L'âme incarnée rejette les vieux corps et en revêt de nouveaux, comme un homme échange un vêtement usé contre un neuf ». L'âme transmigre donc de vie en vie : « Car certaine la mort pour celui qui est né, et certaine la naissance pour qui est mort ». L'individu qui veut atteindre la libération doit vivre de manière détachée de façon à ne pas générer de karma : « Celui qui, fondant en Brahman tous les actes, agit en plein détachement, le péché ne s'attache pas à lui pas plus que l'eau à la feuille du lotus ».

##### Advaita Vedānta
Dans l'Advaita Vedānta, le corps, les émotions et l'intellect ne sont que des enveloppes temporelles (kośa) qui donnent l'illusion du « moi » et qu'il faut dépasser. Lorsque survient le moment de quitter l'incarnation physique temporaire, l'âme incarnée (jīvātman) dénoue les liens qui l'attachent à l'existence. Si le karman accumulé apporte le fruit de trop d'actes négatifs, l'ātman ou le Soi s'incarne dans un nouveau corps. Ce cycle est appelé saṃsāra et pour le briser afin d'atteindre la libération (mokṣa), l'individu doit s'identifier à l'Absolu (Brahman).

##### Yoga
Le yoga et d'autres courants hindous enseignent le moyen de parvenir à la libération, et chacun choisit la méthode qui lui convient le mieux parmi les écoles de philosophie indienne. Aujourd'hui, l'hindou, puisqu'il vit au kaliyuga, époque où le dharma est le plus corrompu, choisit la voie du Bhakti yoga ou de la dévotion (ce qui ne signifie pas forcément qu'il exclut d'autres moyens religieux ou philosophiques). D'autres voies du yoga (mārga) permettent également de se libérer du cycle des réincarnations, notamment le Karma yoga.

##### Nyâya
Selon la philosophie brahmanique Nyâya, la réincarnation est comprise selon des conditions précises où le Soi (« âtman ») est indestructible et incréé, elle n'émane pas d'« un être personnel » (sattva) destructible et créé, non lié à ses « actes » (karma) :

« Le pretyabhâva ["renaissance"] consiste < pour l'âtman > à abandonner un corps pour en adopter un autre et cela n'est possible que si < l'âtman > en question est permanent. Pour ceux qui pensent le pretyabhâva comme la naissance puis la mort d'un sattva ("un être personnel"), il s'ensuit le défaut que celui qui a fait < quelque chose > sera privé < du résultat >, lequel écherra à un autre qui ne l'a pas fait. Les enseignements des sages n'auraient pas de sens si l'on adoptait cette thèse < qui affirme que le Soi > périt et qu'il est causé. »

— Pakṣilasvāmin Vātsyāyana, Nyâya-Bhâshya.

### Dans le jaïnisme
La réincarnation est également présente dans le jaïnisme. Chaque être, animé ou inanimé, possède une âme (jīva) qui se réincarne jusqu'à atteindre la libération (kevala) lors d'une vie d'ascète.

### Dans le bouddhisme

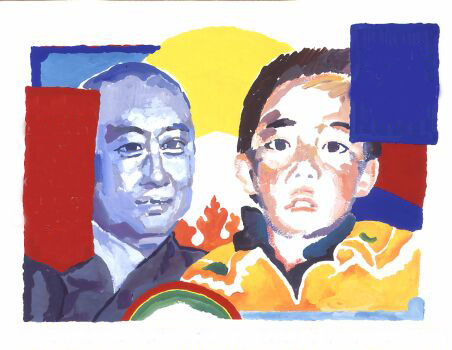
Xe et XIe Panchen Lama, gouache du peintre Claude-Max Lochu : Gendhun Choekyi Nyima est considéré par certains bouddhistes tibétains comme la réincarnation (tulku; bouddha vivant) du Xe panchen-lama.

La réincarnation (punarbhava, renaissance) est une des caractéristiques du bouddhisme. Cependant, le bouddhisme en général, à l'exception notable des adeptes de la doctrine du pudgala (pudgalavādin), ne croit pas en l'existence d'une individualité propre, d'une âme, ni d'un esprit,, car ce qu'il appelle citta, « esprit, cœur », n'est pas une âme immortelle ; en effet, au concept hindouiste d'ātman, le Soi, le bouddhisme a opposé l'idée d'anātman, le non-soi, l'impersonnalité dont il fait une caractéristique de toute chose : il n'y a pas de soi qui se réincarne mais « chaque chose est sans soi ».
Le bouddhisme propose, à la place d'une âme et d'un corps, la distinction de cinq agrégats d'attachement, skandha. Agrégat décrit l'individu comme un ensemble de phénomènes différents ; attachement insiste sur le fait que ces constituants sont pris pour un être, pour un moi, et conduisent à s'attacher à cette idée d'égo, là où il n'y a que phénomènes éphémères, impersonnels et insatisfaisants : ce sont les trois caractéristiques de tout phénomène conditionné.
Bien que l'expression « réincarnation » puisse figurer dans quelques traductions et soit devenue populaire en Occident avec les tulkus du bouddhisme tibétain, le terme le plus employé est celui de « renaissance ». Il y a bien, en effet, une continuité - la mort ne signifie pas que le conditionnement cesse. Le samsâra forme ainsi un cycle de vies qui s'enchaînent les unes après les autres selon la loi de causalité. La souffrance ainsi se perpétue de vie en vie ; mais selon Buddhaghosa, chaque vie ne dure, en réalité, qu'un seul instant.
La notion de continuité se trouve explicitée par la coproduction conditionnée. Cet enseignement détaille les différents phénomènes dépendants les uns des autres et qui font que la souffrance se perpétue de vie en vie. Le karma est responsable de cette perpétuation. L'analogie de la mangue l'illustre ainsi : un noyau de mangue donne naissance à un nouveau manguier qui manifeste les caractères de la mangue d'origine sans que pour autant qu'un seul atome de cette mangue précédente ait été transmis. Le karma serait donc comparable au code génétique : une information transmise n'est pas une entité durable qui transmigre de corps en corps.
Selon certaines écoles, la renaissance est immédiate : au moment du décès correspond la conscience de mourir et succède alors une conscience de renaître. Pour le bouddhisme tibétain, la mort implique des stades intermédiaires, les bardos.
Quant à celui qui ne croit pas en la réincarnation, le kālāma sutta lui enseigne quatre consolations, dont voici la seconde : « Supposons qu'il n'y ait aucun au-delà et qu'il n'y ait aucun fruit, résultat, des actions faites, bonnes ou mauvaises. Pourtant, en ce monde, ici et maintenant, libre de haine, libre de méchanceté, sain et sauf, et heureux, je me maintiens ».
Pour le bouddhisme chinois, tel que décrit dans le roman ésotérique, légendaire et historique La Pérégrination vers l'Ouest de Wu Cheng'en, l'ici-bas comme l'au-delà constituent deux formes d'illusion, d'irréalité, et même si cette vision de la réalité reste irréelle, elle aussi, c'est la seule base d'expérience que nous avons.
Cette question de deux réalités est exemplaire des différentes approches philosophiques dans le bouddhisme ; si toutes ses branches distinguent une réalité purement conventionnelle et une réalité ultime (cf. Les Deux Réalités), l'analyse qui en est faite varie singulièrement.
Serge-Christophe Kolm distingue le niveau de croyance populaire dans lequel la réincarnation est tenue pour une réalité du monde physique, alors que les niveaux plus élevés du bouddhisme, le bouddhisme profond, donne à ce concept seulement un sens de parabole, une façon imagée et simplifiée de définir un concept trop complexe pour être délivré aux fidèles inaptes à le comprendre.
Quelle que soit l'interprétation de la « renaissance », le bouddhisme ne l'enseigne que dans un but, et l'enseignement n'a de sens que dans l'objectif de mettre un terme à la souffrance. Gautama Bouddha n'analysa pas seulement l'insatisfaction, mais enseigna les quatre nobles vérités, présentant l'origine de l'insatisfaction, sa cessation et la voie y menant. La renaissance en tant qu'être humain (« précieuse » selon les textes, car à la fois peu probable et seule capable de mener à l'Inconditionné) se présente alors comme une belle occasion de sortir du cycle des existences, là où les basses existences ne le permettent pas et où les dieux ne sont pas conscients de la souffrance.
La renaissance n'est pas un « article de foi » du bouddhisme. À la différence des concepts essentiels de libération (nirvāna) et d'anātman, qui sont caractéristiques du bouddhisme, le thème de la renaissance ou de la vie future peut être ignoré (ce que fait le chán par exemple, qui se préoccupe avant tout de l'« ici et maintenant »).

### Dans le judaïsme
Absente du judaïsme du Second Temple, tant du Tanakh, que de la Mishna, que du Talmud ou encore des 13 principes de foi juive de Maïmonide, la doctrine de la réincarnation fait son apparition dans le judaïsme avec Anan ben David, réformateur karaïte perse du VIIIe siècle qui théorise la transmigration des âmes. La plupart des commentateurs juifs médiévaux rejettent la doctrine - à l'instar de Saadia Gaon, Abraham ibn Dawd Halevi, Joseph Albo, Abraham bar Hiyya Hanassi, Avraham Maïmonide - ou l'ignorent - comme Juda Halevi ou Moïse Maïmonide. Par contre, l'idée apparait dans la Kabbale - la tradition mystique et ésotérique juive - dès ses premières expressions en Europe avec le Sefer HaBahir à la fin du XIIe siècle.
Le concept utilisé en hébreu est celui de « Gilgul haNeshamot » (héb. גלגול הנשמות, litt. « cycle des âmes »), plus simplement appelé « guilgoul » (héb. : גִּלְגּוּל), un terme qui peut désigner la transmigration des âmes, la métempsycose ou la réincarnation. Selon ce concept, les âmes effectuent un « cycle » à travers les vies ou « incarnations », étant attachées à différents corps au cours du temps. Le corps auquel elles s'associent dépend de leur tâche particulière dans le monde physique, du niveau de spiritualité de la ou des précédentes incarnations.
L'idée du « guilgoul » semble avoir été présente depuis dans les croyances populaires juives. Par ailleurs, les commentaires kabbalistiques sur la Bible expliquent le « guilgoul » comme une transmigration des âmes de certains personnages pour réparer les dégâts causés durant leur vie : ainsi, Moïse et Jethro sont considérés comme des réincarnations d'Abel et Caïn, David, Bethsabée et Urie comme celles d'Adam, Ève et le serpent ou encore Job, celle de Terah, père d'Abraham. De nombreux kabbalistes se sont particulièrement intéressés aux réincarnations de l'âme d'Adam. On retrouve de longues explications au sujet de ces « guilgouls » de personnages bibliques dans les écrits de Haïm Vital et Menahem Azariah da Fano.
L'ouvrage qui traite le plus directement du sujet est le Sha'ar HaGilgulim (La porte des réincarnations), basé sur l'enseignement de Isaac Louria, ou « Ari », à la fin du XVIe siècle, dont la kabbale lourianique influencera durablement les communautés juives du Proche-Orient et d’Europe. Basé sur le commentaire de la parashat Mishpatim du Sefer Ha Zohar, le Livre de la Splendeur - l'un des ouvrages les plus importants de la Kabbale -, il décrit les lois complexes et profondes de la réincarnation. L'un des concepts de ce livre est l'idée que le « guilgoul » est physiquement réalisé en parallèle avec la grossesse.
Parallèlement au concept de « guilgoul », la kabbale a, à la même époque, développé le concept de « ibbour » - littéralement « grossesse » - pour désigner un processus selon lequel une âme vient en aider une autre, pour une période limitée, dans le corps où celle-ci est déjà en fonction ainsi que celui de « dibbouk », qui désigne un esprit souvent démoniaque qui habite le corps d'un individu.
De nos jours, le concept de « guilgoul » est toujours présent dans le judaïsme populaire traditionnel et orthodoxe,,, tandis que les rabbins qui le défendent expliquent qu'il ne contredit en rien la notion de résurrection telle qu'elle est conçue dans le judaïsme. Pour ces courants, l'âme d'un humain peut ainsi se réincarner dans un corps minéral, végétal ou animal. Néanmoins, le « guilgoul » reste un concept dont la pertinence reste débattue au sein du judaïsme.

### Dans le christianisme

#### Christianisme ancien
Certains groupes ésotériques, spirites ou théosophiques, nés aux alentours du XIXe siècle en parallèle d'un intérêt grandissant pour l'occultisme, décrivent la réincarnation en affirmant s'appuyer sur divers éléments de doctrines religieuses et spirituelles à travers les âges et les lieux, au nombre desquels ils incluent des courants chrétiens antiques.
Dans cette optique, Origène - un Père de l'Église dont la doctrine à ce sujet a été condamnée trois siècles après sa mort au concile de Constantinople - a souvent été présenté comme « réincarnationniste » au prétexte qu'il admettait la préexistence des âmes dans une sorte de monde supérieur, voire dans la pensée de Dieu. Il n'a cependant jamais enseigné la transmigration des corps, ni humains, ni animaux : c'est l'idée de la préexistence de l'âme au corps, et donc la dissociation des deux, que le concile entendait condamner.
S'il est vraisemblable que, parmi les courants du christianisme ancien, certains, à la marge, et particulièrement chez les gnostiques, ont dû être influencés par la métempsycose platonicienne ou pythagoricienne, les chrétiens - qui se singularisent dans le monde grec dans la mesure où leur doctrine relève de la tradition de la transcendance - refusaient la croyance en des existences successives, un enseignement qui ruinerait les fondements de leurs croyances, notamment la résurrection, ainsi qu'en témoigne l'apparition dès le IIe siècle de traités sur la résurrection. Il est à cet effet notable que le christianisme syriaque d'Inde, d'une autonomie et d'une tradition assez antiques, bien que dans un environnement hindou, se soit toujours refusé à la croyance en la réincarnation.

#### Catharisme
Au Moyen Âge, les cathares, influencés par le gnosticisme, entendent renouer avec la pureté originelle du christianisme et remportent un certain succès avant d'être combattus par l'orthodoxie dominante. Certains cathares - essentiellement ceux qui évoluent jusqu'au dualisme absolu - en viennent, dans une optique théologique qui cherche à innocenter Dieu du mal jusqu'au refus total du concept d'Enfer, à envisager une transmigration des âmes. Ainsi, le terme « réincarnation » est anachronique et non-adapté au monde médiéval. Cette croyance impliquera pour eux le végétarisme. Le catharisme se distingue du reste des courants chrétiens par la valeur absolue qu'il donne à la prohibition du meurtre, et donc par le fait qu'il l'étend aux animaux susceptibles d'avoir reçu une âme céleste.

### Dans l'islam
La réincarnation ne figure pas non plus dans l'islam orthodoxe. Mais quelques courants chiites minoritaires tels que l'ismaélisme, influencés par le néo-platonisme, croient en la réincarnation (tanasukh). De même pour certains courants soufis.

## À l'époque contemporaine

### Ésotérisme
C'est vers la fin du XIXe siècle que la réincarnation est redécouverte en Occident, sous l'influence, d'une part, d'un regain d'intérêt pour l'occultisme et l'ésotérisme, et d'autre part, grâce à l'étude plus systématique des religions venues d'Inde (hindouisme et bouddhisme) par les anthropologues et philosophes occidentaux (notamment Schopenhauer).
Plusieurs groupes ésotériques placent la réincarnation (ou en tout cas une version occidentale de la réincarnation) au cœur de leurs enseignements. Parmi ceux-ci, on peut citer la Société théosophique fondée par Helena Blavatsky en 1875, ou la Société anthroposophique fondée par Rudolf Steiner en 1913.
Par ailleurs, la doctrine spirite, codifiée par Allan Kardec dans Le livre des Esprits en 1857, est en partie fondée sur la croyance en la réincarnation. Le culte antoiniste, dont le fondateur Louis Antoine s'est intéressé aux ouvrages de Kardec, enseigne aussi la réincarnation après la mort dans un corps humain uniquement, censée refléter le degré d'élévation spirituelle d'un individu. Celui-ci ne se souvient pas de ses vies passées mais peut faire des progrès spirituels afin d'atteindre l'état divin qui le délivrera du cycle des réincarnations.
Aujourd'hui, la continuation de cette tradition se retrouve également en partie dans le mouvement New Age et dans des mouvements religieux tels que la scientologie.

### Travaux du psychiatre Ian Stevenson
Le psychiatre canadien Ian Stevenson est connu pour avoir recherché et analysé des cas suggérant la réincarnation - plus que ne la prouvant formellement selon ses propres termes - concernant des enfants en bas âge encore susceptibles d'avoir le souvenir de leur vie passée dont 210 cas d'enfants qui prétendent se rappeler leur vie antérieure et qui ont un défaut de naissance dont le chercheur affirme qu'il existe une corrélation avec une blessure de personnes décédées. Un de ses traducteurs en Inde, H.N. Banerjee, docteur dans le département de parapsychologie de l'université de Rajasthan (en), invente l'expression de « mémoire extra-cérébrale » pour désigner les souvenirs (réels ou supposés) de vies antérieures, dans la mesure où ces souvenirs ne peuvent être logiquement reliés au cerveau du sujet qui prétend les avoir, ou bien sont reliés au cerveau d'un défunt.
Ces travaux sont largement rejetés par la communauté scientifique parce qu'ils se basent sur des témoignages et que Stevenson a pu être trompé par des familles, l'influence des traducteurs et leurs croyances, sur les parti pris des membres de son équipe, sa propension au biais de confirmation - Stevenson n'a pas publié les résultats contradictoires à son hypothèse -, voire sa crédulité. Ses études de cas de xénoglossie ont été critiquées par des linguistes car manquant de preuves suffisamment solides : les sujets étudiés (en état d'hypnose) n'ont qu'un faible vocabulaire (une centaine de mots) et ne font pas de phrases complexes en guise de réponse aux questions qu'on leur pose, se limitant à quelques mots,.
Stevenson trouve cependant des défenseurs, voire des admirateurs, à l'instar du religieux bouddhiste Ajahn Brahm ou de l'historien bouddhiste Dominique Lormier. Selon le chercheur J. Gordon Melton, les recherches de Stevenson sur la xénoglossie apportent des preuves substantielles en faveur de la réincarnation et selon lui personne jusqu'ici (en 2007) n'a produit une réfutation convaincante de son travail.

### Augmentation radicale de l'espérance de vie et réincarnation artificielle
Il a été suggéré qu'une forme de réincarnation artificielle (sans mort réelle) pourrait être créée. C'est l'une des idées visant à nuancer celle qui dit qu'une espérance de vie grandement augmentée (ou même l'immortalité) serait synonyme d'ennui. Cette idée s'inscrit dans le courant transhumaniste.
Les souvenirs d'un être vivant pourraient être totalement ou en partie effacés. Il pourrait alors découvrir à nouveau ce qu'il a oublié volontairement, peut-être même depuis le stade de la naissance. Il pourrait alors vivre une nouvelle « vie ».
Des scientifiques s'intéressent déjà à des traitements permettant d'oublier des expériences spécifiques (des évènements traumatisants), et les recherches actuelles sur l'amnésie révèlent progressivement les mécanismes de l'oubli.
Dans le contexte plus futuriste du transfert de l'esprit sur ordinateur, l'effacement de souvenirs sélectionnés serait vraisemblablement une simple formalité. Tout cela relève bien sûr, pour l'instant, du domaine de la science-fiction et de la pure spéculation.

## Critiques
D'autres auteurs dénoncent la réincarnation comme une doctrine non-orthodoxe ou non-traditionnelle, issue d'une mauvaise compréhension de textes anciens par des auteurs ayant confondu le symbole avec la chose symbolisée.

### Arthur Schopenhauer
Dans une approche philosophique marquée d'un pessimisme existentiel radical - une véritable « philosophie de l'ennui » -, Arthur Schopenhauer voit dans la réincarnation une métaphore pour expliquer l'identification nécessaire de l'individu avec toute créature, avec tout ce qui vit, car doté du même « vouloir-vivre » qui seul se transmet, à la différence de l'âme ou de l'intellect. Se démarquant ainsi des spirites et « des absurdités qui accompagnent la doctrine de la métempsycose », il ne croit pas en une réincarnation personnelle, mais, à la suite du « bouddhisme ésotérique », il développe l'idée de palingénésie, non sans reprocher au passage au judaïsme et au christianisme d'avoir rejeté la réincarnation, « cette conviction primitive et consolante pour l'humanité ».
Pour Denis Müller, l'approche de Schopenhauer a l'intérêt de ramener aux sources orientales de la réincarnation, posant l'antithèse d'un « réincarnationnisme » occidental optimiste, progressiste et évolutionniste des modernes incarné par G. E. Lessing ou Rudolph Steiner.

### Ramana Maharshi
Ramana Maharshi :
- Auditeur : « Mais, alors, la réincarnation ? »
- Maharshi : « La réincarnation n'existe que dans les limites de votre ignorance. Il n'y a pas de réincarnation, il n'y en a jamais eu et il n'y en aura jamais. Voilà la vérité. »
- Auditeur : « Mais que devient alors l’ego ? »
- Maharshi : « L’ego apparaît, disparaît. Il est éphémère, transitoire, tandis que le Soi demeure permanent. Bien qu’en vérité vous soyez effectivement le Soi, vous persistez à identifier le Soi réel avec le faux Soi, l’ego. ».

### René Guénon
En 1923, René Guénon affirme dans son ouvrage L'Erreur Spirite que la réincarnation est une impossibilité contraire à tous les enseignements des doctrines traditionnelles orthodoxes : « Le terme de « réincarnation » doit être distingué de deux autres termes au moins, qui ont une signification totalement différente, et qui sont ceux de « métempsycose » et de la « transmigration » ; il s’agit là de choses qui étaient fort bien connues des anciens, comme elles le sont encore des Orientaux, mais que les Occidentaux modernes, inventeurs de la réincarnation, ignorent absolument. […] Les anciens, en réalité, n’ont jamais envisagé une telle transmigration (de l'homme dans des animaux ou l'inverse), pas plus que celle de l’homme dans d’autres hommes, comme on pourrait définir la réincarnation ».
Dans Le symbolisme de la croix et dans Les états multiples de l'être, Guénon explique que notre monde n'est qu'un état parmi une multitude indéfinie d'autres mondes actuellement inaccessibles. La modalité corporelle (celle que saisissent nos sens et qu'étudie la science) dans toute son extension possible, incluant entièrement le temps et l'espace, n'est qu'un plan de réalité dans une succession indéfinie d'autres mondes que doit traverser notre personnalité supérieure. À la mort tout ce qui est soumis à ce monde et qui caractérise un individu est dissous (y compris la mémoire et la force vitale ou psychique) et l'esprit passe dans un autre monde, sans souvenir du précédent. Dans cette chaîne interminable repasser par le même état (le même monde) est une impossibilité métaphysique. Pour cet auteur, la transmigration et les « renaissances » innombrables dont parlent les textes sacrés ne s'effectuent jamais deux fois dans le même monde. Lors de la dissolution qui suit la mort, certains complexes psychiques abandonnés par le mort peuvent être captés par de nouveaux individus naissants. Tels certains souvenirs ou certaines aptitudes physiques ou intellectuelles, cela expliquant aussi tous les phénomènes exceptionnels que les tenants de la réincarnation, quand ils sont de bonne foi, proposent comme preuve de leur théorie.

### Selon Alain Daniélou
Alain Daniélou exposé dans le destin du monde d'après la tradition shivaïque que la théorie de la réincarnation ne fait partie ni de l'ancien shivaïsme, ni du védisme. Elle aurait été incorporée à l'hindouisme tardif provenant du jaïnisme qui l'a transmis au bouddhisme puis à l'hindouisme moderne, qui commence en 500 apr. J.-C. environ.

### Selon Ananda Kentish Coomaraswamy
Pour Ananda Coomaraswamy la réincarnation vient d'une incompréhension populaire de la doctrine de la transmigration et ne fait pas partie des doctrines de l'hindouisme : « bien que les écrits anciens et récents ainsi que les pratiques rituelles de l’Hindouisme aient été étudiés par des érudits européens depuis plus d’un siècle, il serait à peine exagéré de dire que l'on pourrait parfaitement donner un exposé fidèle de l’Hindouisme sous la forme d’un démenti catégorique à la plupart des énoncés qui en ont été faits, tant par les savants européens que par les Hindous formés aux modernes façons de penser sceptiques et évolutionnistes. Par exemple… La notion de « réincarnation », au sens ordinaire d’une renaissance sur la terre d’individus défunts, représente seulement une erreur de compréhension des doctrines de l’hérédité, de la transmigration et de la régénération ».
« Il est tout à fait contraire au Bouddhisme, aussi bien qu'au Vêdânta, de penser à « nous-mêmes » comme à des êtres errant au hasard dans le tourbillon fatal du flot du monde (samsâra). Notre Soi immortel est tout, sauf une « individualité qui survit ». Ce n'est pas cet homme, un tel ou un tel qui réintègre sa demeure et disparaît à la vue, mais le Soi prodigue qui se souvient de lui-même ».

## Réincarnation dans l'art et la culture

### Littérature
- Guy de Maupassant, Le docteur Heraclius Gloss, 1876.
- Papus (Dr Gérard Encausse) La réincarnation. L'évolution physique, astrale et spirituelle. Ce que deviennent nos morts (1912), 3° éd. aug. 1945. Dangles, 1999, 215 p. [18]
- Helena Blavatsky, La Clef de la Théosophie (The Key to Theosophy, 1889), exposé clair, sous forme de questions et de réponses, sur l'éthique, la science et la philosophie, nouvelle trad. de l'original anglais par Brigitte Taquin, Paris, Adyar, 1993.
- Paul Carus, L'Évangile du Bouddha raconté d'après les anciens documents (1894), traduction Milloué, Bons en Chablais, Éditions Aquarius, 1902.
- Rudolf Steiner, La Science de l'Occulte (1911), Paris, éditions Triades, 1993 (Anthroposophie).
- René Guénon, L'Erreur Spirite, Paris, Marcel Rivière, 1923 ; réédition Paris, éditions traditionnelles, 1952.
- Guenther Wachsmuth, La Réincarnation, phénomène de métamorphose, traduit de l'allemand par Henriette et Marcel Bideau, Paris, Éditions de la Science spirituelle, 1938.
- Narada Thera, La Doctrine bouddhique de la re-naissance, par le Vén. Nârada Thera, traduction de l'anglais André Migot, Paris, Adrien-Maisonneuve, 1953 ; réédition Paris, Librairie d'Amérique et d'Orient, 1979.
- Réincarnation et vie mystique en Afrique noire (Colloque de Strasbourg, 16-18 mai 1963 - Centre de recherches d'histoire des religions, Strasbourg - sous la direction de Dominique Zahan), Paris, Presses universitaires de France, 1965.
- A. Des Georges, La Réincarnation des âmes selon les traditions orientales et occidentales, Paris, Albin Michel, 1966.
- Ian Stevenson, Vingt cas suggérant la réincarnation (1966, 1980), traduit de l'américain par Ariane de Lestrange , Paris, J'ai lu, 2007, 667 p. (Enquête scientifique sans conclusion tranchée).
- Bahram Elahi, La Voie de la perfection. L'enseignement secret d'un maître kurde en Iran , Paris, Seghers, 1976 ; nouvelle édition entièrement revue et augmentée sous le titre La Voie de la perfection. Introduction à la pensée d'Ostad Elahi, Paris, éditions Albin Michel, 2018.
- Jan van Rijckenborgh, Le Mystère de la Vie et de la Mort, Éditions du Septénaire, 1983 (Rose-Croix).
- Jean-Louis Siémons, Revivre nos vies antérieures. Témoignages et preuves de la réincarnation, Paris, Albin Michel, 1984.
- Michel Tramontane, pseud. Michel Teston, De la psychanalyse à la réincarnation, Antraigues, éd. Michel Teston, 1985.
- Carl-A. Keller, La Réincarnation. Théories, raisonnements et appréciations : un symposium, Berne, P. Lang, 1986.
- Denis Müller, Réincarnation et foi chrétienne, Genève, Labor et Fides, 1986.
- Pascal Thomas (pseudonyme collectif), La Réincarnation oui ou non ?, Paris, Le Centurion, 1987.
- Réincarnation, immortalité, résurrection, Bruxelles, Publications des Facultés universitaires Saint-Louis, 1988.
- André Couture, La Réincarnation : théorie, science ou croyance ?, avec la collaboration de M. Saindon, Montréal, éditions Paulines, 1992.
- Christoph Schönborn, La vie éternelle : réincarnation, résurrection, divinisation , Paris, Mame, 1992.
- Sogyal Rinpoché, Le Livre tibétain de la vie et de la mort, réédition par Patrick Gaffney et Andrew Harvey ; traduit de l'anglais par Gisèle Gaudebert et Marie-Claude Morel, Paris, La Table ronde, coll. « Les chemins de la sagesse », 1993 (livre tiré du Bardo Thödol).
- Pascal Thomas (pseudonyme collectif), Réincarnation, résurrection, Paris, Plon-Mame, 1995.
- André Couture, La réincarnation au-delà des idées reçues, Éditions de l'Atelier, 2000 (lire en ligne)
- Jean-Marie Détré, avec la collaboration de Joseph Hériard Dubreuil, La Réincarnation et l'Occident, tome 1 (de Platon à Origène) et tome 2 (d'Origène à Lessing), Paris, éditions Triades, 2003 et 2005.
- (en) Norman C. McClelland, Encyclopedia of Reincarnation and Karma, McFarland, 2010 (lire en ligne)
- Patrick Lévy, Sâdhus, un voyage initiatique chez les ascètes de l'Inde, Paris, Éditions Pocket, 2011  (ISBN 978-2-35490-033-5)
- Patricia Darré, Un souffle vers l'éternité, Neuilly-sur-Seine, Éditions Michel Lafon, 2012 ; Les Lumières de l'invisible, Neuilly-sur-Seine, Éditions Michel Lafon, 2013.

### Cinéma et télévision
- Manika, une vie plus tard, 1989
- Karan Arjun de Rakesh Roshan, 1995
- The Eye 2 de Danny Pang et Oxide Pang, 2003
- Shiva, court métrage d'Alexis Bessin, 2012
- Il était une fois l'espace, épisode 18, L'Atlantide, d'Albert Barillé, 1982)
- La Belle Histoire, de Claude Lelouch, 1992
- Cloud Atlas, des Wachowski et Tom Tykwer, 2012
- I Origins, de Mike Cahill, 2014)

### Autres
- La réincarnation est un sketch de l'humoriste Roland Magdane.